# Ronde van Frankrijk 1923
| Route van de Ronde van Frankrijk 1923 met start en finish in Parijs. |                     |               |
| Eindklassement                                                       |                     |               |
| Algemeen klassement                                                  | Henri Pélissier     | 222h 15' 30"  |
| Tweede                                                               | Ottavio Bottecchia  | + 30' 41"     |
| Derde                                                                | Romain Bellenger    | + 1h 04' 43"  |
| Vierde                                                               | Hector Tiberghien   | + 1h 29' 16"  |
| Vijfde                                                               | Arsène Alancourt    | + 2h 06' 40"  |
| Zesde                                                                | Henri Collé         | + 2h 28' 43"  |
| Zevende                                                              | Léon Despontin      | + 2h 39' 49"  |
| Achtste                                                              | Lucien Buysse       | + 2h 42' 11"  |
| Negende                                                              | Eugène Dhers        | + 2h 59' 09"  |
| Tiende                                                               | Marcel Huot         | + 3h 17' 06"  |
| Rode Lantaarn                                                        | Daniel Masson (48e) | + 48h 31' 07" |
| Ploegenklassement                                                    | Automoto            | -             |
| Tweede                                                               | ?                   | -             |
| Derde                                                                | ?                   | -             |

In 1923 ging de 17e Tour de France van start op 24 juni in Parijs. Hij eindigde op 22 juli in Parijs. Er stonden 139 renners aan de start.
Aantal ritten: 15

Totale afstand: 5386 km

Gemiddelde snelheid: 24.233 km/h

Aantal deelnemers: 139

Aantal uitvallers: 91

## Wedstrijdverloop
De ronde werd gewonnen door een van de populairste Franse wielrenners, Henri Pélissier. Pélissier had al een aantal keren aan de Tour meegedaan, maar slechts in 1914, toen hij tweede werd, had hij hem ook uitgereden. Pélissier kwam vaak in opstand tegen de regels van Tourdirecteur Henri Desgrange. Toen hij tijdstraf kreeg wegens het weggooien van een buitenband, leek dit in 1923 hem opnieuw op te breken, maar hij reed toch door.
Romain Bellenger reed aanvankelijk in het geel, maar werd door Pélissier en zijn ploeg op achterstand gezet, waardoor een van Pélissiers ploeggenoten, de Italiaan Ottavio Bottecchia met het geel naar de Alpen kon rijden. Daar viel echter Pélissier, geholpen door zijn broer Francis hard aan, daarmee de toen al bestaande gewoonte dat men een ploegmaat niet aanvalt aan zijn laars lappend. Pélissier won daarmee uiteindelijk zoveel tijd, dat hij bij aankomst in Parijs een half uur voorsprong had op Bottecchio en meer dan een uur op Bellenger, die derde werd. Hij was de eerste Franse Tourwinnaar sinds 1911, alle tussenliggenden Tours waren door Belgen gewonnen.

## Belgische en Nederlandse prestaties
In totaal namen er 33 Belgen en 0 Nederlanders deel aan de Tour van 1923.

### Belgische etappezeges
- Albert Dejonghe won de 4e etappe van Brest naar Les Sables d'Olonne.
- Lucien Buysse won de 8e etappe van Perpignan naar Toulon.

### Nederlandse etappezeges
- In 1923 was er geen Nederlandse etappezege.

## Etappeoverzicht
| Etappe | Start - Finish                | km     | Etappewinnaar      | Leider klassement  |
| ------ | ----------------------------- | ------ | ------------------ | ------------------ |
| 1e     | Parijs - Le Havre             | 381 km | Robert Jacquinot   | Robert Jacquinot   |
| 2e     | Le Havre - Cherbourg          | 371 km | Ottavio Bottecchia | Ottavio Bottecchia |
| 3e     | Cherbourg - Brest             | 405 km | Henri Pélissier    | Ottavio Bottecchia |
| 4e     | Brest - Les Sables-d'Olonne   | 412 km | Albert Dejonghe    | Romain Bellenger   |
| 5e     | Les Sables-d'Olonne - Bayonne | 482 km | Robert Jacquinot   | Romain Bellenger   |
| 6e     | Bayonne - Luchon              | 326 km | Jean Alavoine      | Ottavio Bottecchia |
| 7e     | Luchon - Perpignan            | 323 km | Jean Alavoine      | Ottavio Bottecchia |
| 8e     | Perpignan - Toulon            | 427 km | Jean Alavoine      | Ottavio Bottecchia |
| 9e     | Toulon - Nice                 | 281 km | Jean Alavoine      | Ottavio Bottecchia |
| 10e    | Nice - Briançon               | 275 km | Henri Pélissier    | Henri Pélissier    |
| 11e    | Briançon - Genève             | 260 km | Henri Pélissier    | Henri Pélissier    |
| 12e    | Genève - Straatsburg          | 377 km | Joseph Muller      | Henri Pélissier    |
| 13e    | Straatsburg - Metz            | 300 km | Romain Bellenger   | Henri Pélissier    |
| 14e    | Metz - Duinkerke              | 433 km | Félix Goethals     | Henri Pélissier    |
| 15e    | Duinkerke - Parijs            | 343 km | Félix Goethals     | Henri Pélissier    |

## Klassementsleiders na elke etappe
| Etappe         | Gele trui          |
| 1              | Robert Jacquinot   |
| 2              | Ottavio Bottecchia |
| 3              | Ottavio Bottecchia |
| 4              | Romain Bellenger   |
| 5              | Romain Bellenger   |
| 6              | Ottavio Bottecchia |
| 7              | Ottavio Bottecchia |
| 8              | Ottavio Bottecchia |
| 9              | Ottavio Bottecchia |
| 10             | Henri Pélissier    |
| 11             | Henri Pélissier    |
| 12             | Henri Pélissier    |
| 13             | Henri Pélissier    |
| 14             | Henri Pélissier    |
| 15             | Henri Pélissier    |
| Eindklassement | Henri Pélissier    |

 winnaars gele trui · 
 puntenklassement · 
 bergklassement · 
 jongerenklassement · 
 tussensprintklassement · 
 combinatieklassement · 
 ploegenklassement · 
 strijdlust · 
rode lantaarn
records · meeste deelnames · ranglijst etappewinnaars · bekende beklimmingen · valpartijen · dopinggevallen · Grand Départ · Souvenir Henri Desgrange
1903 · 
1904 · 
1905 · 
1906 · 
1907 · 
1908 · 
1909 · 
1910 · 
1911 · 
1912 · 
1913 · 
1914 ·
1915 ·
1916 ·
1917 ·
1918 · 
1919 · 
1920 · 
1921 · 
1922 · 
1923 · 
1924 · 
1925 · 
1926 · 
1927 · 
1928 · 
1929 · 
1930 · 
1931 · 
1932 · 
1933 · 
1934 · 
1935 · 
1936 · 
1937 · 
1938 · 
1939 · 
1940 ·
1941 ·
1942 ·
1943 ·
1944 ·
1945 ·
1946 ·
1947 · 
1948 · 
1949 · 
1950 · 
1951 · 
1952 · 
1953 · 
1954 · 
1955 · 
1956 · 
1957 · 
1958 · 
1959 · 
1960 · 
1961 · 
1962 · 
1963 · 
1964 · 
1965 · 
1966 · 
1967 · 
1968 · 
1969 · 
1970 · 
1971 · 
1972 · 
1973 · 
1974 · 
1975 · 
1976 · 
1977 · 
1978 · 
1979 · 
1980 · 
1981 · 
1982 · 
1983 · 
1984 · 
1985 · 
1986 · 
1987 · 
1988 · 
1989 · 
1990 · 
1991 · 
1992 · 
1993 · 
1994 · 
1995 · 
1996 · 
1997 · 
1998 · 
1999 · 
2000 · 
2001 · 
2002 · 
2003 · 
2004 · 
2005 · 
2006 · 
2007 · 
2008 · 
2009 · 
2010 · 
2011 · 
2012 · 
2013 · 
2014 · 
2015 · 
2016 · 
2017 · 
2018 · 
2019 ·
2020 · 
2021 · 
2022 · 
2023 · 
2024 · 
2025